# Wilhelm Endemann
Samuel Wilhelm Endemann, född 24 april 1825 i Marburg, död 13 juni 1899 i Kassel, var en tysk jurist och politiker. Han var far till Friedrich Endemann.
Endemann blev 1856 assessor vid överdomstolen i Fulda och 1862 professor i handels- och civilprocessrätt i Jena. År 1867 blev han ombud för Schwarzburg-Rudolstadt i Nordtyska förbundets riksdag och representerade 1871–1873 Eisenach i tyska riksdagen. År 1876 blev han professor i Bonn. 
Bland Endemanns många skrifter förtjänar särskilt nämnas Die Beweislehre des Civilprozesses (1860), Das deutsche Handelsrecht (1865; fjärde upplagan 1887), Das Recht der Aktiengesellschaften und Genossenschaften (1874; fortsättning av föregående arbete), Der deutsche Civilprocess (1878–1879), Das deutsche Konkursverfahren (1889) och Die Behandlung der Arbeit im Privatrecht (1896), varjämte han deltog i utgivandet av en stor handbok i handels-, sjö- och växelrätt (1881–1883).